# Diphasiastrum thyoides
Diphasiastrum thyoides är en lummerväxtart som först beskrevs av Alexander von Humboldt, Amp; Bonpl. och Carl Ludwig von Willdenow, och fick sitt nu gällande namn av Josef Holub. Diphasiastrum thyoides ingår i släktet Diphasiastrum och familjen lummerväxter. Inga underarter finns listade i Catalogue of Life.